# فنسنت براون (لاعب كرة قدم أمريكية)
فنسنت براون (بالإنجليزية: Vincent Brown)‏ هو لاعب كرة قدم أمريكية أمريكي، ولد في 9 يناير 1965 في أتلانتا في الولايات المتحدة.

## وصلات خارجية
- فنسنت براون على موقع مرجع كرة القدم المحترفة.كوم (الإنجليزية)